# (20504) 1999 RH15
A (20504) 1999 RH15 a Naprendszer kisbolygóövében található aszteroida. A LINEAR projekt keretében fedezték fel 1999. szeptember 7-én.